# فيليكس ماكورميك
فيليكس ماكورميك (بالإنجليزية: Felix McCormick)‏ هو لاعب كرة قدم أمريكية أمريكي، ولد في 21 مايو 1905 في نيوآرك في الولايات المتحدة، وتوفي في 30 مارس 1971.

## وصلات خارجية
- فيليكس ماكورميك على موقع مرجع كرة القدم المحترفة.كوم (الإنجليزية)